# Ciro Alegría
Ciro Manuel Alegría Bazán (Hacienda Quilca, 4 novembre 1909 – Lima, 17 febbraio 1967) è stato uno scrittore, giornalista e attivista politico peruviano.

## Biografia
Ciro Alegría è nato nel 1909, nel dipartimento La Libertad, Perù.
Nel 1930 Alegría si unì al movimento Aprista, dedicato a riforme sociali e a migliorare le condizioni di vita delle popolazioni indigene peruviane. Per la militanza in questo movimento fu incarcerato e in seguito ha vissuto in esilio in Cile e negli Stati Uniti fino al 1948.
In seguito frequentò l'Università de Puerto Rico, e scrisse sulla Rivoluzione Cubana mentre era a Cuba. 
In seguito abbandonò l'aprismo e si unì al partito Azione Popolare, del presidente Fernando Belaúnde Terry, per il quale fu eletto deputato nel 1963. Nello stesso periodo entrò nella Academia Peruana de La Lengua nel 1960 e assunse l'incarico di presidente della Asociación Nacional de Escritores y Artistas peruviana.
Morì a Lima nel 1967.

## Opere
- La Serpiente de Oro, romanzo, 1935
- Los Perros Hambrientos, romanzo, 1939
- El Mundo es Ancho y Ajeno, romanzo, 1941
- Duelo de Caballeros, racconti, 1962
- Panki y el guerrero, relatos,  1968
- Ofrenda de piedra, racconti, 1969
- Lázaro, Romanzo postumo, incompleto, 1972
- Siete cuentos quirománticos, racconti, 1978
- El sol de los jaguares, racconti, 1979
- El dilema de Krause, romanzo (postumo, incompleto), 1979